# Успеноюр'євський сільський округ
Успеною́р'євський сільський округ (каз. Успеноюрьевка ауылдық округі, рос. Успеноюрьевский сельский округ) — адміністративна одиниця у складі Бурабайського району Акмолинської області Казахстану. Адміністративний центр — село Успеноюр'євка.
Населення — 1356 осіб (2021; 1854 у 2009, 2515 у 1999, 3410 у 1989).
Станом на 1989 рік існували Веденовська сільська рада (села Бойове, Веденовка, Федосієвка), Ніколаєвська сільська рада (села Карабулак, Крупське, Ніколаєвка, Райгородок), Урумкайська сільська рада (села Дмитрієвка, Интали, Кіндик-Карагай, Ковалевка, Кульстан, Урумкай) та Успеноюр'євська сільська рада (села Карагай, Клинці, Ульгіалган, Успеноюр'євка). 1993 року було утворено Веденовський сільський округ (колишні Веденовська та Ніколаєвська сільради) та Успеноюр'євський сільський округ (колишні Урумкайська та Успеноюр'євська сільради). Пізніше села Ніколаєвка та Райгородок Веденовського сільського округу передано до складу Успеноюр'євського сільського округу, окремо виділено Урумкайський сільський округ. 2000 року ліквідовано село Підстанція, 2007 року — село Ковалевка.

## Склад
До складу округу входять такі населені пункти:
| Населений пункт     | Колишні назви  | Населення, осіб (1989) | Населення, осіб (1999) | Населення, осіб (2009) | Населення, осіб (2021) |
| ------------------- | -------------- | ---------------------- | ---------------------- | ---------------------- | ---------------------- |
| Карагай, село       | -              | 166                    | 152                    | 25                     | 27                     |
| Клинці, село        | -              | 151                    | 91                     | 56                     | 24                     |
| Ковалевка, село     | -              | 126                    | 9                      | -                      | 9                      |
| Ніколаєвка, село    | -              | 1156                   | 840                    | 673                    | 506                    |
| Райгородок, село    | -              | 218                    | 168                    | 144                    | 110                    |
| Улге-алган, село    | Ульгіалган     | 133                    | 102                    | 44                     | 30                     |
| Успеноюр'євка, село | Успено-юр'євка | 1460                   | 1153                   | 912                    | 651                    |
| --Підстанція, село  | -              | -                      | 0                      | -                      | 8                      |